# Caio Aquílio Floro
Caio Aquílio Floro (em latim: Caius Aquillius Florus) foi um político da gente Aquília da República Romana eleito cônsul em 259 a.C. com Lúcio Cornélio Cipião.

## Consulado (259 a.C.)

Teatro de operações da Primeira Guerra Púnica entre 261 e 259 a.C..
Território siracusano
Território cartaginês
Territórios romanos
1. Vitória naval dos cartagineses na Batalha das ilhas Líparas (260 a.C. & 258-7 a.C.).
2. Vitória naval romana na Batalha de Milas (260 a.C.).
3. Romanos liberam o cerco de Segesta (260 a.C.).
4. Romanos são derrotados por Amílcar (não o Barca) em Hímera (260 a.C.).
5. Amílcar toma Enna e Camarina (259 BC).

Foi eleito cônsul com Lúcio Cornélio Cipião em 259 a.C., o sexto ano da Primeira Guerra Púnica. Ficou encarregado do comando do exército romano na Sicília, cujo objetivo principal era observar os movimentos do general cartaginês Amílcar durante o outono e o inverno, período no qual ele tomou Enna e Camerina.

## Procônsul (258 a.C.)
Permaneceu no comando no ano seguinte com poderes proconsulares, quando recebeu ordens de assumir o cerco a Mitistrato (Mistretta), uma fortaleza cartaginesa que já havia provocado um número considerável de baixas entre os romanos. Depois de um cerco duríssimo que durou mais de sete meses e que só foi resolvido com a chegada das legiões do cônsul Aulo Atílio Calatino, a fortaleza foi conquistada e os habitantes que não foram trucidados de imediato foram vendidos como escravos.
Por esta vitória, Floro recebeu um triunfo em 5 de outubro de 258 a.C..